# 毛叶岭南酸枣
毛叶岭南酸枣（学名：Spondias lakonensis var. hirsuta）是漆树科槟榔青属岭南酸枣的变种。分布于中国大陆的云南等地，生长于海拔200米至900米的地区，多生长在石山沟谷密林中，目前尚未由人工引种栽培。